# Cato Maximilian Guldberg
Cato Maximilian Guldberg (Oslo, 11 d'agost de 1836 – Oslo, 14 de gener de 1902) fou un matemàtic i químic noruec.
Guldberg va ser professor a la Royal Frederick University. Juntament amb el seu cunyat Peter Waage, va proposar la llei d'acció de masses. Aquesta llei va cridar molt poca atenció fins que, el 1877, Jacobus Henricus van't Hoff va arribar a una relació similar i va demostrar experimentalment la seva validesa.
L'any 1890, va publicar el que ara es coneix com la regla Guldberg, que estableix que el punt d'ebullició normal d'un líquid és dos terços de la temperatura crítica quan es mesura en l'escala absoluta.
Des de 1866 fins a 1872 i de 1874 a 1875 va ser president de la Norwegian Polytechnic Society